# Тостіг Годвінсон
Тостіг Годвінсон (загинув 25 вересня 1066) — англо-саксонський граф Нортумбрії, брат Гарольда Годвінсона, останнього англо-саксонського короля Англії.
У 1065 році тени Нортумбрії, невдоволені політикою Тостіга, повстали. Король Едуард Сповідник пристав на умови повстанців та проголосив графом Нортумбрії Моркара. Невдоволений Тостіг відкрито звинуватив у цих подіях свого брата Гарольда, що був радником короля Едуарда, після чого відправився у вигнання.
Невдовзі король Едуард помер, новим королем було проголошено Гарольда. Тим часом, Тостіг зібрав деякі сили та вчинив кілька рейдів на англійське узбережжя, але зазнав поразки від військ графів Едвіна та Моркара тож мусив тікати до свого названого брата, Малькольма до Шотландії. Влітку 1066 року Тостіг дістався Норвегії, де переконав короля Гаральда Норвезького вчинити напад на Англію. 20 вересня 1066 року війська норвежців із допомогою прибічників Тостіга розгромили англійську армію під проводом Едвіна та Моркара у битві при Фулфорді, але вже 25 вересня з півдня прибув Гарольд із новими силами; у битві при Стемфорд Брідж англійці повністю перемогли. Тостіг та Гаральд Норвезький загинули під час битви.